# Hoplodrina protensa
Hoplodrina protensa är en fjärilsart som beskrevs av Barend J. Lempke 1966. Hoplodrina protensa ingår i släktet Hoplodrina och familjen nattflyn. Inga underarter finns listade i Catalogue of Life.